# Бхангура (подокруг)
Бхангура (бенг. ভাঙ্গুড়া, англ. Bhangura) — подокруг на северо-западе Бангладеш. Входит в состав округа Пабна. Образован в 1980 году. Административный центр — город Бхангура. Площадь подокруга — 120,20 км². По данным переписи 1991 года численность населения подокруга составляла 81 624 человека. Плотность населения равнялась 679 чел. на 1 км². Уровень грамотности населения составлял 26,1 %. Религиозный состав: мусульмане — 93,71 %, индуисты — 6,21 %, прочие — 0,08 %.